# Emblematica

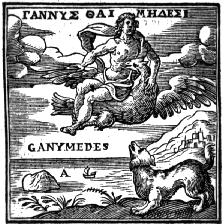
In Deo laetando, dagli Emblemata di Andrea Alciato

L'emblematica è un genere librario e letterario che ebbe una notevole fortuna in epoca rinascimentale, la cui fortuna si è estesa per circa due secoli. Convergevano in esso teorie neoplatoniche e suggestioni esoteriche.
«Nato alle lettere nel 1531 con gli Emblemata di Andrea Alciati, una fortunatissima raccolta di epigrammi di contenuto mitologico morale accompagnati da lemmi indicativi e da piccole illustrazioni, dopo il 1550 il genere si allarga a comprendere i «motti e disegni d'arme e d'amore communemente chiamati imprese», in una simbiosi ammessa di fatto nell'affermazione di una «discordanza» con «talune simiglianze». Se l'origine dell'emblema si lega sia alla diffusione nell'ambiente neoplatonico (sulla linea da Marsilio Ficino a Giordano Bruno) dei Hierogliphyca del misterioso Horapollo, rilanciati nel 1556 dal Valeriano, e al desiderio di creare un corrispettivo moderno della scrittura sacra degli Egiziani, capace di rappresentare in una singola immagine come implicite e quindi dissimulate le diverse parti di un discorso; sia alla riscoperta dell'epigramma alessandrino e agli studi sull'Antologia Planudea, lo sviluppo dell'impresa, nata come fregio allusivo e assurta al rango di «arte», si lega soprattutto agli influssi dell'aristotelismo e al dibattito sul problema del rapporto tra concetto e immagine, al centro della speculazione manieristica prima e barocca poi.»

## Emblematadi Andrea Alciato
L'origine di questo genere viene fatta risalire, di solito, all'umanista Andrea Alciato (1492 – 1550), che, nel 1531, ad Augusta, pubblicò Emblemata, considerata una sorta di capostipite del gusto dell'emblematica. L'opera riscosse un eccezionale successo e conobbe una straordinaria diffusione, con centinaia di edizioni e volgarizzazioni in varie lingue: italiano, francese, spagnolo, tedesco e inglese. L'opera è una silloge di allegorie e simboli riprodotti attraverso xilografie, accompagnati da testi brachilogici in versi latini, ciascuno dei quali intende trasmettere un ammaestramento nel campo della morale. Non si trattava, in realtà, della creazione di un nuovo genere letterario, ma di una ripresa di un gusto già presente nel Medioevo: la novità rinascimentale fu l'utilizzo di simbolismi e soggetti tratti dalla mitologia greco-romana. I 104 emblemi della prima edizione, divennero 190 nell'edizione veneziana del 1546, cresciuti poi a 212 nell'edizione padovana del 1621, con l'integrazione di versi provenienti da autori diversi, tra i quali va ricordato Claude Mignault. Nella traduzione in francese che ne diede, nel 1552, Barthélemy Aneau, il traduttore introdusse una timida innovazione, accompagnando gli emblemi originali con un breve commentario.

## Pegmadi Pierre Coustau
Altro cultore del genere emblematico fu Pierre Coustau (alias Petrus Costalius, floruit 1555), con i suoi Pegma, cum narrationibus philosophicis, pubblicati a Lione nel 1555, per i tipi di Macè Bonhomme, una raccolta chiaramente debitrice degli Emblemata  di Andrea Alciati. Si espongono 122 emblemi, molti dei quali attinenti a questioni e argomenti di natura giuridica: di essi, 95 sono illustrati e inquadrati in cornici decorative. La caratteristica più innovativa e originale dell'opera di Coustau è rappresentata dalle "narrationes philosophicae" che accompagnano gli emblemi. Evidentemente, Coustau è debitore, in questo campo, alla sperimentazione compiuta nel 1552 da Barthélemy Aneau nella traduzione di Alciato. Coustau, peraltro, si spinge molto oltre, con l'inserimento di saggi filosofici esaurienti e autosufficienti, in una maniera che può ricordare i Saggi di Michel de Montaigne.
L'opera di Coustau beneficiò di due volgarizzazioni in francese, grazie a Lanteaume de Romieu che pubblicò Le Pegme nel 1555 e nel 1560.